# Compagnie des mines de Basse-Bretagne
La Compagnie des mines de Basse-Bretagne située en partie sur la commune de Poullaouen fut l'une des plus grandes entreprises industrielles françaises du XVIIIe siècle pour l'exploitation de gisements de plomb argentifère qui commencèrent dès l'âge du bronze, dans une commune connue aussi pour la révolte des Bonnets rouges de 1675.
L'activité d'extraction connut la prospérité au XVe siècle avant d'être concurrencée par l'argent américain, puis de reprendre en 1732 grâce à François-Joseph Guillotou de Kerever qui crée la Compagnie des mines de Basse-Bretagne et compte 150 employés en 1741 puis 850 en 1751. L'apogée apparaît entre 1760 et 1790, avec jusqu'à 2 000 salariés, produisant 600 tonnes de plomb et 1,5 tonne d'argent, ce qui en fait la première mine métallurgique de France.

## La création en 1732
Le 1er avril 1732, François-Joseph Guillotou de Kerever (1704-1769), négociant morlaisien, puis conseiller-secrétaire du roi et contrôleur à la Chancellerie en 1739,  obtenait la concession. Le 6 du même mois étaient enregistrés aux greffes les statuts de la Compagnie. La mise initiale fut modeste, 30 000 livres répartie en 33 sols théoriques, 27 effectifs si l'on enlève les trois parts accordées à d'Anthenay et celles attribuées pour dédommagement aux derniers concessionnaires en date, Hubert de la Bazinière et Hubert de Villeroy. Deux composantes essentielles s'y manifestent : les négociants bretons avec le Morlaisien Guillotou de Kerever, le Quimpérois Gazon d'Ourxigné et le Malouin Sébire des Saudraies, soit 30 % du capital, et les banquiers : François Tronchin, fils d'Antoine Tronchin, syndic à Genève, et frère de Jean Robert Tronchin, banquier à Lyon, François Favre, genevois, banquier à Paris et le fils du banquier Jean-Louis Richard, cousin germain d'Isaac Vernet, le Marseillais.

## Le développement des années 1730
En fin de XVIIe siècle, le royaume produisait 1 500 tonnes de plomb brut et un peu plus de deux tonnes d’argent, une production essentiellement localisée en Bretagne (Le Huelgoat, Poullaouen, Pont-Péan, Chatelaudren) et dans les Cévennes (Vialas).
Le 1er avril 1732, le roi de France, grand maître des Minières de France, annulait les permis de recherches délivrés en Cornouaille aux termes des anciennes ordonnances et octroyait pour 30 000 livres à deux négociants à Morlaix, un privilège pour l'extraction de l'or, de l'argent, de l'étain, du cuivre et du plomb, sur le territoire des localités de Berrien, Poullaouen, Carnoët et une dizaine de paroisses voisines. Au mois d'août de l'année suivante, 14 milliers de livres de minerai étaient exploités en une seule semaine, permettant de couler 7 756 livres de
plomb. Les mines de Poullaouen et Huelgoat intègrent ainsi la Compagnie des mines de Basse-Bretagne.
Les négociants morlaisiens étaient associés à des Bretons (armateurs et aristocrates) et Parisiens (hommes de loi et banquiers). L'exploitation se fait essentiellement sur deux sites : Poullaouen et Huelgoat.
Situées en contrebas le long de la rivière de Fao, les mines du Huelgoat risquaient constamment d'être inondées et purent se développer après la décision de creuser un puisard de 20 pieds de profondeur, le trop-plein des eaux était évacué par un canal souterrain.
Cette eau faisait figure d’énergie gratuite à tel point qu'elle fit échouer un projet de machine à feu pour sortir l’eau des mines. En 1747, la Compagnie des mines installa une machine de Thomas Newcomen construite par un ingénieur qui vint de Liège, Christophe Mathieu. Elle fonctionna une année entière, donna toute satisfaction, puis fut démontée. À partir de 1752, la Compagnie dota le site d’étangs et de canaux, détourna à son profit toutes les eaux de la région, jusqu’à l’Aulne qui coulait à une vingtaine de kilomètres.

## La forte rentabilité des années 1760 à 1790
La compagnie a racheté en 1760, pour 195 000 livres, une autre mine de plomb, la « Compagnie des mines de Bretagne », appelée aussi compagnie des mines de Pontpéan, située sur la commune de Pont-Péan, en Ille-et-Vilaine, au sud de Rennes, fondée par l'armateur corsaire de Saint-Malo Noël Danycan. Ce dernier avait investi dans cette autre mine de plomb et obtenu, après deux ans d'effort la concession, le 11 février 1730, deux avant la concession de la Compagnie des mines de Basse-Bretagne.
De 1766 à 1772 la compagnie afficha tous les ans des bénéfices supérieurs à 0,2 million de livres. Entre 1760 et 1790, elle dégage un bénéfice cumulé de 4 millions de livres en trente ans, soit 130 000 livres en moyenne par an, une rentabilité exceptionnelle par rapport à un capital de 2 millions de livres (6 %) et un chiffre d'affaires 400 000 livres (33 %).
Entre 1760 et 1790, le mine compta jusqu'à 2 000 salariés, mais un décompte plus strict fixait leur nombre à 618 en 1781. Elle fut dirigée par le scientifique et militaire Patrick d'Arcy (-1779), par ailleurs actionnaire de la compagnie minière de Carmaux aux côtés de Gabriel de Solages, et neveu d'un autre actionnaire, le chevalier Nicolas Robert d'Arcy, banquier jacobite parisien et spécialiste de la commission aux corsaires. Les cadres techniciens étaient pratiquement tous étrangers, surtout allemands, venus des mines du Harz et de Bavière. L’ingénieur Koenig fut recruté alors qu’il arrivait de Saxe.
Le chevalier Nicolas Robert d'Arcy, l’un des actionnaires s’était par ailleurs associé avec le marquis d’Hérouville, Antoine Ricouart d'Hérouville (1713-1782), le duc de Chaulnes, et Christophe Mathieu dans le but d’exploiter la mine de charbon de la compagnie des mines de Montrelais, près de Nantes, en y installant une pompe à vapeur de Thomas Newcomen. Christophe Mathieu, venu de la Compagnie des mines d'Anzin, était associé au projet pour sa connaissance de cette machine. En 1778, un projet de fonte au coke composé d'un mélange de charbon de terre et de charbon de bois échoua. La compagnie réussit cependant à installer un fourneau à réverbère.

## Nationalisation à la Révolution
À la Révolution française, les mines sont nationalisées du 16 ventôse an II (6 mars 1794) au 12 brumaire an III (2 novembre 1794).
La véritable reprise des activités ne se fait que sous le Consulat, mais l'exploitation connaît alors une période de stagnation. Face à cette situation, trois membres de la Compagnie, Charles Blacque, Charles-Jean Certain et Hippolyte Drouillard décident alors de s'associer pour racheter les parts des autres actionnaires. C'est ainsi que se crée la Compagnie Blacque, Certain et Drouillard, qui remplace la Compagnie des mines de Basse-Bretagne en 1816.
Ce fut la première entreprise productrice d'argent du pays jusque dans les années 1830. Un déclin progressif (on compte encore 320 emplois en 1864) conduit à la liquidation de la compagnie en 1866, dont on voit de rares vestiges au lieu-dit la Vieille-Mine.